# 王皇后 (明夏)
王皇后（14世纪？—？），是明夏帝明升的皇后。
王氏早年事跡不詳，後來在開熙元年（1362年）明升即位，封妃王氏為皇后。開熙五年（1371年），明朝軍隊攻陷重慶，彭太后遣派使者乞降，並和明升及官員降於軍門。王皇后下落不詳。洪武五年（1372年），明升全家流放高麗后，明升再娶尹氏。